# Театральное призвание Вильгельма Мейстера
«Театральное призвание Вильгельма Мейстера» (нем. Wilhelm Meisters theatralische Sendung) — незаконченный роман Иоганна Вольфганга Гёте, написанный в 1777—1786 годах. Позже был переработан автором и лёг в основу романа воспитания «Годы учения Вильгельма Мейстера». Текст книги, считавшийся утерянным, был найден в 1910 году.

## Сюжет
Главный герой романа — Вильгельм Мейстер, талантливый юноша из третьего сословия, который считает своим подлинным призванием не продолжение торговых дел отца (зажиточного бюргера), а театральное искусство. Окрылённый любовью к идеализируемой им актрисе, он пишет стихи и мечтает о богемном мире театра.

## История текста
Первое упоминание о работе над «Театральным призванием Вильгельма Мейстера» датировано 16 февраля 1777 года. 12 ноября 1784 года Гёте дописал пятую книгу, 11 ноября 1785 — шестую. 8 декабря 1785 года он составил план последующих шести книг, а в первой половине следующего года написал начало седьмой книги. В последующие годы Гёте приостановил работу над романом из-за путешествия в Италию и Французской революции, а вернувшись к тексту в 1793 году, понял, что его замысел во многом потерял актуальность. Поэтому Гёте начал писать на том же сюжетном материале новый роман — «Годы учения Вильгельма Мейстера», в котором текст «Театрального призвания», по словам литературоведа Е. Волгиной, «растворился».
При жизни автора текст «Театрального призвания» нигде не публиковался и долгое время после его смерти считался безвозвратно утерянным. Однако Гёте читал отдельные главы друзьям и отправлял копии рукописей почтой. Текст шести книг романа он отправил в Цюрих Барбаре Шультес, и та, прежде чем вернуть рукопись, сделала копию для себя. Эта копия была случайно найдена в 1910 году в архиве потомка Шультес, врача Денцлера. Годом позже её опубликовал литературовед Г. Майнк.